# Chris Tucker
Christopher „Chris” Tucker (Atlanta, Georgia, 1971. augusztus 31. –) amerikai színész, producer, humorista.

## Filmes pályafutása
Chris Tucker debütálása a „Hangin’ with Mr. Cooper” című sorozatban volt, amiben egy epizódban szerepelt. Első filmjében is csupán néhány pár perces a szerepe az 1993-as The Meteor Man című filmben, amelynek a főszereplője és rendezője Robert Townsend volt.
Első komoly szerepe a Micsoda buli 3-ban volt, melyben szerephez jutott, a szintén komikus Bernie Mac is. A következő filmjében, a Végre péntek-ben már főszerephez is jutott. Ezért a moziért már elismerésben is részesült: három MTV Movie Award jelölést gyűjtött be, mint a Legjobb feltörekvő színész, a Legjobb komikus színész és a Legjobb filmes párost alakította Ice Cube-bal (ebből egyet sem kapott meg). 1995-ben még két kisebb szerepet vállalt A Fekete Párducban és a Halott pénzben, melyben drámai oldalát is megmutatta a nézőknek. Egyik legsikeresebb mozija 1997-ben volt, Az ötödik elem című akciófilm Bruce Willis-szel. A közönség imádta a filmet (több mint 260 000 000 dolláros bevételt hozott), ám a kritikusok eléggé rossz véleménnyel voltak Chris alakításáról, hiszen Arany Málna díjra jelölték. A Pénz beszél…-ben nem csak színész volt, hanem producerként is rész vett. Quentin Tarantino rendezésében, a Jackie Brown-ban is kapott egy kicsi, ám jelentős szerepet. A millenniumi év előtt jött a Csúcsformában első része Jackie Chan-nel, amely igazi kasszasiker lett. Mindössze 33 millió dollárból készült el a film, mégis több mint 240 milliós bevétele lett. Három évre rá el is készült a folytatás. Míg az első részért 3 millió dollárt kapott, a másodikért már több mint a hatszorosát (20 milliót). Ezután Tucker hat évig abbahagyta a filmezést, és csak a Csúcsformában 3-ra tért vissza 2007-ben. A 2010-es évek első filmjére 2012-ig kellett várni, méghozzá a The Silver Linings Playbook, melyben Robert De Niro-val szerepel ismét.

## Zeneipar
Chris Tucker szoros barátságban állt Michael Jackson énekessel. Jackson 2001-es albumán, az Invincible-n is szerepelt, ugyanis a „You Rock My World” című dal intrójában beszélgetett, a videóklipben pedig táncolt Michael Jackson-nel.  A Madison Square Garden-ben tartott Michael Jackson: 30th Anniversary Concert-en is megjelent a színpadon.

## Filmográfia

### Film
| Év   | Magyar cím                        | Eredeti cím                     | Szerep              | Magyar hang         | Rendező                |
| ---- | --------------------------------- | ------------------------------- | ------------------- | ------------------- | ---------------------- |
| 1993 | Meteorember                       | The Meteor Man                  | MC (cameo)          |                     | Robert Townsend        |
| 1994 | Micsoda buli! 3.                  | House Party 3                   | Johnny Booze        |                     | Eric Meza              |
| 1995 | Végre péntek                      | Friday                          | Smokey              | Szokol Péter        | F. Gary Gray           |
| 1995 | A Fekete Párduc                   | Panther                         | testőr              |                     | Mario Van Peebles      |
| 1995 | Halott pénz                       | Dead Presidents                 | Skip                | Viczián Ottó        | Albert és Allen Hughes |
| 1997 | Az ötödik elem                    | The Fifth Element               | Ruby Rhod           | Geszti Péter        | Luc Besson             |
| 1997 | Jackie Brown                      | Jackie Brown                    | Beaumont Livingston | Fekete Zoltán       | Quentin Tarantino      |
| 1997 | Pénz beszél…                      | Money Talks                     | Franklin Hatchett   | Kálloy Molnár Péter | Brett Ratner           |
| 1998 | Csúcsformában                     | Rush Hour                       | James Carter        | Barabás Kiss Zoltán | Brett Ratner (2)       |
| 1998 | Csúcsformában                     | Rush Hour                       | James Carter        | Kálloy Molnár Péter | Brett Ratner (2)       |
| 2001 | Csúcsformában 2.                  | Rush Hour 2                     | James Carter        | Kálloy Molnár Péter | Brett Ratner (3)       |
| 2007 | Csúcsformában 3.                  | Rush Hour 3                     | James Carter        | Barabás Kiss Zoltán | Brett Ratner (4)       |
| 2012 | Napos oldal                       | The Silver Linings Playbook     | Danny McDaniels     | Kálloy Molnár Péter | David O. Russell       |
| 2016 | Billy Lynn hosszú, félidei sétája | Billy Lynn’s Long Halftime Walk | Albert Brown        | Kálloy Molnár Péter | Ang Lee                |
| 2023 | Air – Harc a legendáért           | Air                             | Howard White        | Barabás Kiss Zoltán | Ben Affleck            |

## Díjak és jelölések
Végre péntek (1995)
- Jelölés – MTV Movie Awards – legjobb feltörekvő színész (1996)
- Jelölés – MTV Movie Awards – legjobb komikus színész (1996)
- Jelölés – MTV Movie Awards – legjobb páros (Ice Cube-bal megosztva) (1996)

Az ötödik elem (1997)
- Jelölés – Arany Málna díj – legrosszabb új sztár (1998)

Csúcsformában (1998)
- Díj – Blockbuster Entertainment Awards – kedvenc páros (Jackie Chan-nel megosztva) (1999)
- Díj – MTV Movie Awards – legjobb páros (Jackie Chan-nel megosztva) (1999)
- Jelölés – MTV Movie Awards – legjobb komikus színész (1999)
- Jelölés – MTV Movie Awards – legjobb küzdelmi jelenet (Jackie Chan-nel megosztva) *Jelölés – Image Awards – legjobb színész (1999)
- Jelölés – Nickelodeon Kids’ Choice Awards – kedvenc moziszínész (1999)

Csúcsformában 2. (2001)
- Díj – Nickelodeon Kids’ Choice Awards – kedvenc moziszínész (2002)
- Díj – MTV Movie Awards – legjobb küzdelmi jelenet (Jackie Chan-nel megosztva) (2002)
- Díj – Teen Choice Awards – legjobb színész vígjátékban
- Jelölés – BET Awards – legjobb színész (2002)
- Jelölés – Image Awards – legjobb színész (2002)
- Jelölés – MTV Movie Awards – legjobb komikus színész (2002)
- Jelölés – MTV Movie Awards – legjobb zenés filmjelenet (2002)
- Jelölés – MTV Movie Awards – legjobb páros (Jackie Chan-nel megosztva) (2002)
- Jelölés – Teen Choice Awards – legjobb páros (Jackie Chan-nel megosztva) (2002)

Csúcsformában 3. (2007)
- Jelölés – MTV Movie Awards – legjobb küzdelmi jelenet (Jackie Channel és Mingming Sun-nal megosztva) (2008)
- Jelölés – People's Choice Award – legjobb páros (Jackie Chan-nel megosztva) (2008)

Napos oldal (2012)
- Jelölés – Screen Actors Guild-díj – legjobb szereplőgárda (mozifilm) (2013)

Egyéb díjak
- BET-díj (2002) – Legjobb színész jelölés
- ShoWest Convention-díj (2002) – Az év komikusa